# Tomislav Milohanić
Tomislav Milohanić (Rapavel, Poreština, 21. listopada 1956.) je hrvatski pjesnik, pripovjedač, putopisac i scenarist. Piše na hrvatskom standardnom jeziku i na čakavskom narječju hrvatskog jezika. Živi i radi u Poreču kao ekonomist. 

## Životopis
Studirao je u Rijeci na Ekonomskom fakultetu. Član Društva hrvatskih književnika od 1993. godine. Članom-radnikom je Matice hrvatske. 
Sudjelovao je na hrvatskim pjesničkim manifestacijama Croatia rediviva, Susretu hrvatskoga duhovnoga književnoga stvaralaštva Stjepan Kranjčić i Jadranskim književnim susretima.

## Djela
(izbor)
- Briskvin cvit iz bukalete, 1988.
- Kantunali, 1991.
- Karagujov pir, 1992.
- Deštini i znamenja, 1993.
- Badavca, 1996.
- Glavnja vognja, 1996.

Djela su mu prevađana na druge jezike. Neke su mu pjesme uglazbljene.

## Antologije i zbornici
Izbor antologija u kojima su mu uvrštene pjesme:
- Via crucis Croatiae MCMXCI-MCMXCII : istarska molitva za Lipu našu, 1992. (ur. odbor Ljubica Filipović-Ivezić i dr.)
- Verši na šterni (ur. Drago Orlić), 1994.
- Verši na Šterni II, 1995. (ur. Nada Janko)
- Verši na Šterni, 1997. (ur. Mihaela Mihelić)
- I ča i što i kaj: iz suvremene hrvatskoistarske lirike (sast. i ur. Boris Biletić), 1997.
- Verši na Šterni, 1998. (odabrao Boris Biletić, ur. Mihaela Mihelić)
- Verši na Šterni, 1999. (odabrao Antun Milovan, ur. Mihaela Mihelić)
- Istarski čakavski pjesnici u "Kaju", 2000. (izbor Miroslav Sinčić)
- Verši na Šterni VIII, 2001. (ur. Mihaela Mihelić)
- Antologija hrvatske kratke priče, 2001.
- Krist u hrvatskom pjesništvu: od Jurja Šižgorića do naših dana: antologija duhovne poezije (izbor i prir. Vladimir Lončarević), 2007.
- Hvaljen budi, Gospodine moj: sveti Franjo u hrvatskom pjesništvu (prir. Vladimir Lončarević, Božidar Petrač, Nevenka Videk, 2009.
- Upamtite Vukovar: hrvatska književnost u Domovinskom ratu: antologija hrvatski pjesnici o Vukovaru (prir. Miroslav S. Mađer), 2011.
- Antologija Jadranskih književnih susreta, 2012.
- Antologija 20 Galovićevih jeseni, 2013.
- Seljanski susreti : 1992. – 2012. : pjesnička panorama (izabrala i ur. Vanesa Begić), 2013.

## Nagrade
- Goranovo proljeće (1977.)
- nagrada na natječaju “Serra priča” (1999.)